# Sagne (ville du Sénégal)
Pour les articles homonymes, voir Sagne.
Sagne est une ville du Sénégal, située à environ 12 km de Kaolack.
La ville est aussi appelée Sagne Bambara en raison de la présence majoritaire de l'ethnie des Bambaras